# Columbus Crew
Columbus Crew is een voetbalclub uit Columbus in de Amerikaanse staat Ohio. De clubkleuren zijn goud en zwart. De thuisbasis van The Crew is Lower.com Field, dat op 3 juli 2021 werd geopend. Het verving het Mapfre Stadium, het eerste voetbalspecifieke stadion van de MLS. Crew Cat is de mascotte van de club.
Op 29 september 2021 won Columbus Crew de eerste internationale prijs in de clubhistorie, namelijk de Campeones Cup. De wedstrijd, die gespeeld wordt tussen de winnaar van de MLS Cup (MLS) en die van de Campeón de Campeones (Liga MX), werd met 2–0 gewonnen van Cruz Azul.

## Erelijst
- MLS Cup

Winnaar: 2008, 2020, 2023 (3x)
Finalist: 2015 (1x)
- MLS Supporters' Shield

Winnaar: 2004, 2008, 2009 (3x)
- US Open Cup

Winnaar: 2002 (1x)
Finalist: 1998, 2010 (2x)
- CONCACAF Champions Cup

Finalist: 2024 (1x)
- Campeones Cup:

Winnaar: 2021 (1x)
Finalist: 2024 (1x)
- Leagues Cup

Winnaar: 2024 (1x)

## Bekende (oud-)Crew

### Spelers
- Edson Buddle
- Jeff Cunningham
- Brad Friedel
- Eddie Gaven
- Gláuber
- Giancarlo González
- Cucho Hernández
- Federico Higuaín
- Kei Kamara
- Chad Marshall
- Brian McBride
- Andrés Mendoza
- Justin Meram
- Darlington Nagbe
- Dominic Oduro
- Michael Parkhurst
- Emanuel Pogatetz
- Eloy Room
- Diego Rossi
- Guillermo Schelotto
- Wil Trapp
- Josh Williams
- Vito Wormgoor
- Gyasi Zardes

### Trainers
- Gregg Berhalter
- Robert Warzycha